# Carsten Tank-Nielsen
Carsten Tank-Nielsen (Horten, 16 de setembre de 1877 – Oslo, 2 d'agost de 1957) va ser un oficial naval noruec.

## Biografia

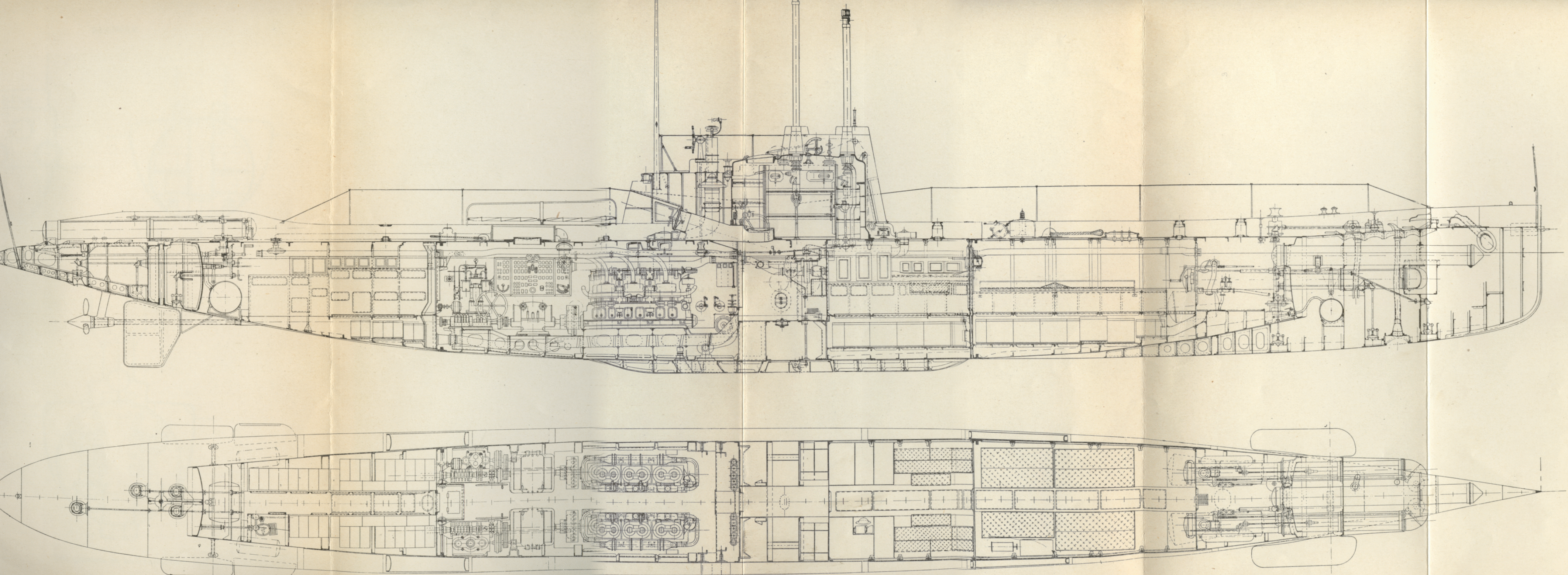
El Kobben, el primer submarí de Noruega, sota el comandament del capità Tank-Nielsen

Tank-Nielsen va néixer Nielsen, però va canviar el seu nom el 1901. Va esdevenir tinent de la Marina el 1898. Va passar per l'escola de torpedes austrohongaresa el 1901–1902, i el 1903 es va convertir en comandant de torpedes. El 1906 va esdevenir comandant de la divisió de vaixells torpediners. El 1907 i el 1908 va estudiar enginyeria de motors i enginyeria elèctrica a Hannover.
De 1909 a 1913 va ser comandant del primer submarí de Noruega, el Kobben. Durant aquest període, va prendre la iniciativa d'adquirir el que es convertiria en el primer avió militar de Noruega, el Start, com a cap del "comitè de vol de Kobben". El seu segon al comandament, Hans Fleischer Dons, va viatjar a Alemanya per comprar un avió i obtenir la seva llicència de pilot. En el segon vol del Start, el 7 de juny de 1912, Tank-Nielsen es va convertir en el primer passatger aeri de Noruega, quan Dons el va portar al seient del passatger.

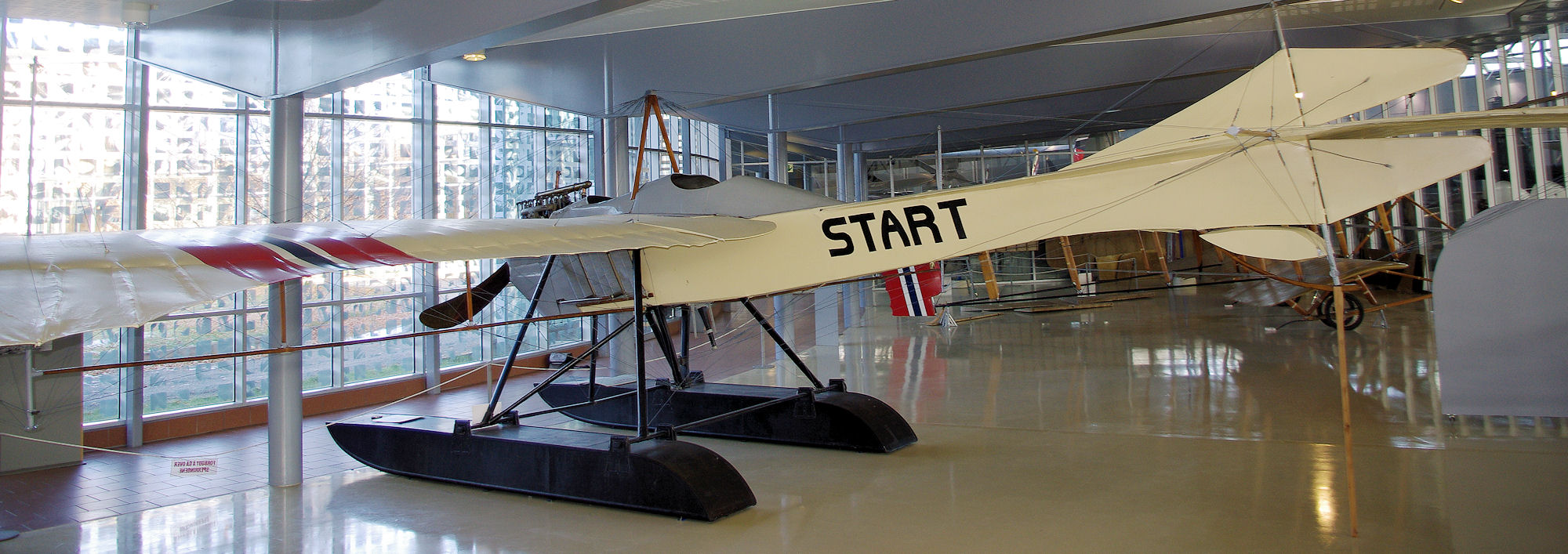
El "Start", comprat després de la campanya de recaptació de fons de "Kobben".

Ved utbruddet av andre verdenskrig var kontreadmiral Tank-Nielsen sjef for 2. sjøforsvarsdistrikt, en stilling han hadde hatt siden 1934.
A l'esclat de la Segona Guerra Mundial, el contraalmirall Tank-Nielsen era comandant del 2n Districte Naval, càrrec que havia ocupat des de 1934.
El segon districte naval s'estenia des de l'escull de Jæren fins al comtat de Nordland. El districte de defensa del mar de Bergen es trobava directament sota Tank-Nielsen, i s'estenia des de Korsfjorden fins a Fensfjorden amb forts a Lerøy, Færøy, Herdla , Håøy, el fort de Kvarven a Laksevåg i el fort Hellen a Sandviken. El 1940, la defensa costanera s'havia desenvolupat durant diversos anys, però els treballs van anar tan lentament que el 1940 no va tenir cap significat pràctic.

### L'Altmark
El professor Frede Castberg era l'expert en dret internacional del Ministeri d'Afers Exteriors , i creia que el vaixell presoner alemany Altmark tenia accés legal a les aigües noruegues; però com a vaixell auxiliar de l'armada alemanya, s'havia de definir com un vaixell de guerra i, segons les normes de neutralitat, no podia entrar al port de guerra de Bergen. L'Altmark va ser seguit en el seu viatge cap al sud pel vaixell torpediner noruec "Snøgg" des d'Ålesund, que el 14 de febrer de 1940 va inspeccionar el vaixell i va informar al capità Heinrich Dau que el port naval de Bergen només es podia passar durant les hores del dia. Aleshores, el capità Dau va ajustar la velocitat del vaixell per al pas de Bergen a la llum del dia. Però l'almirall Tank-Nielsen no estava satisfet amb la inspecció de l'Altmark a Ålesund, i va ordenar una inspecció renovada. El 15 de febrer es va fer una nova recerca a Sognesjøen, però tampoc no es va buscar l'Altmark.
El fill de Tank-Nielsen, Reidar, va explicar més tard el paper del seu pare en el cas "Altmark" en una columna a Dagbladet. Quan el vaixell va arribar fins a 100 milles nàutiques al nord de la frontera nord del port de guerra de Bergen, va ser aturat per un vaixell noruec amb Tank-Nielsen a bord. Com que el capità Dau els va negar una inspecció per aclarir si el vaixell tenia presoners a bord o no, Tank-Nielsen va ordenar que l'Altmark havia de sortir del port de guerra de Bergen sense escorta, i tornar a entrar a les aigües noruegues només al far de Marstein. Sense el pilot , que es va negar a continuar, va haver d'acabar de totes maneres en aigües internacionals a causa de la dificultat del recorregut. La ubicació de l'Altmark era aleshores ben coneguda pels britànics. Però el 15 de febrer de 1940 va arribar un missatge de l'almirall Henry Diesen: " Deixeu passar el vaixell en la seva qualitat de vaixell estatal. Escorta.» Aleshores, l'Altmark va ser escortat pel port de guerra de Bergen, i això va violar les regles de neutralitat aplicables.

### Segona Guerra Mundial
A principis d'abril de 1940, Tank-Nielsen va alertar l'estat major de l'almirall que el trànsit marítim alemany augmentava amb força al seu districte de comandament. La seva opinió era que els plans de guerra alemanys anaven dirigits a Noruega. Tan tard com el 5 d'abril de 1940, va ordenar als minadors que s'asseguressin un estoc complet de mines a bord i que es preparessin per a la posada de mines amb poca antelació. El 6 d'abril de 1940, va cridar a un comandant destituït i, a principis del 8 d'abril de 1940, va donar ordres per augmentar la preparació, tant per als vaixells sota el seu comandament com per a la fortalesa de Bergenhus. El mateix dia, va trucar a l'estat major de l'almirall si els vaixells alemanys que s'havien vist cap al nord podien anar cap a Noruega. La resposta va ser que es creia que tenien altres objectius. En una reunió amb els comandants del vaixell a Marineholmen el 8 d'abril, Tank-Nielsen, tanmateix, va deixar clar que un atac a Bergen era concebible i que els vaixells estrangers que volien entrar al port militar de Bergen havien de ser aturats per tots els mitjans. A les 18:40, l'estat major de l'almirall a la fortalesa de Bergenhus va donar l'ordre d'enviar metralladores i municions als forts exteriors. A les 18:45 es va ordenar que la fortalesa estigués en alerta. Tank-Nielsen va demanar permís per explotar les entrades a Bergen, però la resposta va ser que havia d'esperar ordres.
A les 1:35 l'almirall va rebre un missatge del vaixell de guàrdia "Manger": "Han passat cinc vaixells alemanys grans i dos petits ". Ho va enviar a l'alt comandament d'Oslo, que d'aquesta manera es va adonar que els invasors eren alemanys, no britànics. Sense esperar ordres de l'estat major de l'almirall Tank-Nielsen va dir al minador Tyr que col·loqués les seves 50 mines. El fort de Lerøy va rebre l'ordre d'obrir foc contra vaixells estrangers. L'almirall Tank-Nielsen també va ordenar que la ciutat fos enfosquida. Els fanals de gas, que s'encarregaven de l'enllumenat públic, es van apagar. A les 1:45 es va tallar l'electricitat, amb conseqüències desastroses per al fort de Kvarven on els reflectors i els ascensors del carregador de projectils ja no funcionaven. Es van instal·lar llums d'emergència a Bergenhus i Marineholmen, i Kvarven va rebre ajuda d'una unitat d'emergència.
Tank-Nielsen va reorganitzar l'Armada per bloquejar els fiords dels alemanys. El gener de 1942 va ser detingut i va passar cinc dies a Grini. Després del seu alliberament, va dimitir de la Marina i es va retirar.

## Condecoracions
Cavaller de 1a Classe del Reial Orde Noruec de Sant Olaf (1926)
 Medalla de la Defensa 1940–1945
 Comandant de l'orde de l'Espasa (Suècia)
 Oficial de l'orde de la Corona d'Itàlia
 Cavaller de 1a Classe de l'orde de la Rosa Blanca de Finlàndia